# 聖公會德田李兆強小學
聖公會德田李兆強小學（英語：S.K.H. Tak Tin Lee Shiu Keung Primary School）為香港觀塘區一所著名津貼小學，位於香港九龍藍田慶田街3號。此校前身為1970年創立的聖公會兆強小學下午校，於1996年遷入平田邨新校址。2001年，李兆強小學獲批准分拆上、下午校，並獲分配於藍田邨的千禧校舍。2003年，隨著新校啟用，學校亦由半日制改為全日制，下午校學生遷往新校，而上午校學生繼續在聖公會李兆強小學就讀。

## 校政管理
歷任校監
- 黎韋潔蓮女士[1]
- 王麗芬女士

歷任校長
- 2003年至2011年：廖呂麗青女士（原為下午校校長[1]）
- 2011年至2014年：蕭慧芬女士
- 2014年至2022年：李偉栢先生
- 2022年至今：温志揚先生

現任副校長
- 何滿輝先生
- 古慧儀女士
- 陳青雲先生

## 歷史
1860年：「英國海外傳道會」（Church Missionary Society，簡稱C.M.S）委派傳教士東來傳教。由於當時婦女鮮有接受教育的機會，其中一位傳教士白思德女士於香港島設立了多間以她名字為校名的學校，教授各區婦女。
1876年：為記念白女士的功績，將曾被燒毀後重建於荷李活道的一所學校命名為白思德紀念學校。這所學校即是今天聖馬太小學的前身，亦是聖公會第一間小學。
1881年至1931年：又先後共創設十三所學校，學生達數千餘人。第二次世界大戰爆發後，校務因戰爭而有所停頓。
1945年8月：戰爭結束，香港重光。隨後幾年，大陸各省人士多來港營生，人口亟增，學童人數亦隨之增長。當時，何明華會督對學童教育極表關懷，遂請施玉麒牧師領導辦理復校工作。
1961年：為方便發展及計劃擴展學校工作，便成立「聖公會小學監理委員會」，以此來接管由「英國海外傳道會」所創立的學校。
1970年：兆強小學於1970年開辦，當年只有上午部共六班，採用傳統方式教學。
1972年至1976年：1972年至1976年間曾借出部份課室供聖公會基孝中學使用。1976年開始擴辦下午部。
1980年：全校已開設四十八班。多年來，適齡入學兒童數目日漸減少，區內多所學校要面對縮班或遭逢結束厄運，但兆強小學仍能保持四十八班。
1996年：因藍田重建，兆強小學全體員生得於1996年秋搬往新校聖公會李兆強小學。又本校深得家長支持，兆強小學上下午校共六十二班。
2003年：學校由半日制改為全日制，上午校學生繼續在聖公會李兆強小學就讀，下午校學生則遷往德田邨千禧校舍至今。
2006：踏入二十一世紀，為配合不斷變更的教育政策，維持推動教育工作的優勢，本校的會於2006年6月成立新公司，取名為「聖公宗（香港）小學監理委員會有限公司」。現時屬下小學共有50間，分佈全港各區。

## 學校設施
學校佔地面積大約 11,254 平方米，屬於「超大型」的校園。設有31個課室、1個禮堂、4個操場、圖書館。特別室包括：英語室、小組教學室、STEAM室、常識室、電腦室、視藝室、音樂室、舞蹈室、校園電視台拍攝室。其他設施包括：露天劇場、綠茵園、本草校園。
- G/F：地下有蓋操場、一個標準大小足球場、兩個標準大小籃球場、排球場、校務處、小賣部、會議室1、會議室2、綠茵園（花圃）、停車場。
- 1/F：一樓有蓋操場（多用途場地1/2；多用途場地2有時作乒乓球場用）、五間標準課室、輔導室、108室（分兩部份，一部份為音樂室，另一部份為舞蹈室）
- 2/F：五間標準課室、校園電視台、圖書館、STEM室（前身為語言室；語言室有時用作後備電腦室）、常識室、多用途教學室（常作第六課室）
- 3/F：五間標準課室、視藝室、電腦室、校園電視台、模擬駕駛室
- 4/F：禮堂（常作羽毛球場用）、五間標準課室
- 5/F：五間標準課室、禮堂包廂
- 6/F：五間標準課室

註：1–6樓於05室（走廊盡頭）後都有一間06室，106用作輔導室，206-606分別為英語室、數學室等（俗稱106–606）。

## 外部連接
- 聖公會德田李兆強小學網頁 （页面存档备份，存于）
- 校園變城市　英語全日通[永久]《星島日報》2010年5月4日